# Étoile variable de type Orion
Une (étoile) variable de type Orion est une étoile variable qui présente des variations irrégulières et éruptives de sa luminosité et qui est typiquement associée aux nébuleuses diffuses. On pense que ce sont de jeunes étoiles qui deviendront plus tard des étoiles normales, invariables sur la séquence principale d'âge zéro (ZAMS en anglais). Les variations de luminosité peuvent atteindre plusieurs magnitudes.
Les étoiles de type T Tauri sont des variables de type Orion qui présentent les raies d'émission caractéristiques fluorescentes et violettes du fer simplement ionisé (Fe II) dans leur spectres, ainsi qu'une émission du lithium, un métal qui est habituellement détruit par la fusion nucléaire dans les étoiles.
Les étoiles de type FU Orionis sont des variables de type Orion dont la luminosité s'accroît de 5–6 magnitudes, puis baisse d'une magnitude et reste ainsi pendant plusieurs décennies. Le prototype est FU Orionis, d'autres exemples étant V1057 Cygni et V1515 Cygni.
Parmi ces diverses classes d'étoiles, certaines variables de type Orion peuvent présenter une faible amplitude (jusqu'à 1 magnitude) de variation périodique, certaines sont caractérisées par des affaiblissements brutaux, et certaines montrent des caractéristiques spectrales indiquant la chute de matière sur l'étoile (étoiles variables de type YY Orionis). Plusieurs de ces caractéristiques peuvent exister sur une seule variable Orion.
Le terme 'variable de type Orion' était un terme pratique très général mais il tend maintenant à tomber en désuétude parmi la communauté astronomique, bien que pour des raisons historiques le GCVS l'utilise toujours. Les astronomes utilisent des termes plus spécialisés qui font référence aux différences physiques réelles parmi le 'zoo' des jeunes étoiles variables, tels que 'T Tauri classiques' ou 'étoiles UX Orionis'.